# Chilasa agestor
Chilasa agestor is een vlinder uit de familie van de pages (Papilionidae). 

## Kenmerken
De spanwijdte bedraagt ongeveer 8 tot 9,5 cm.

## Verspreiding en leefgebied
De vlinder komt voor in Zuidoost-Azië, met name in oostelijk India, Myanmar, Thailand, China, Vietnam, Laos en Maleisië. 

## Waardplanten
De waardplanten zijn soorten uit de geslachten Cinnamomum en Persea van de laurierfamilie (Lauraceae).

## Ondersoorten
- Chilasa agestor agestor
- Chilasa agestor govindra (Moore, 1864)
- Chilasa agestor matsumurae (Fruhstorfer, 1909)
- Chilasa agestor restricta (Leech, 1893)
- Chilasa agestor shirozui Igarashi, 1979
- Chilasa agestor teruyonae Shinkai, 1996